# Parłówko
Parłówko (do 1945 niem. Parlowkrug) – osada w Polsce położona w województwie zachodniopomorskim, w powiecie kamieńskim, w gminie Wolin.
Osada leży na skrzyżowaniu dróg wojewódzkich nr 107 i 108, a w pobliżu przechodzi także droga ekspresowa nr S3. W miejscowości działa stacja LPG. Przez Parłówko przebiega linia kolejowa łącząca Szczecin ze Świnoujściem, na której znajduje się przystanek Parłówko.
W latach 1975–1998 miejscowość administracyjnie należała do województwa szczecińskiego.

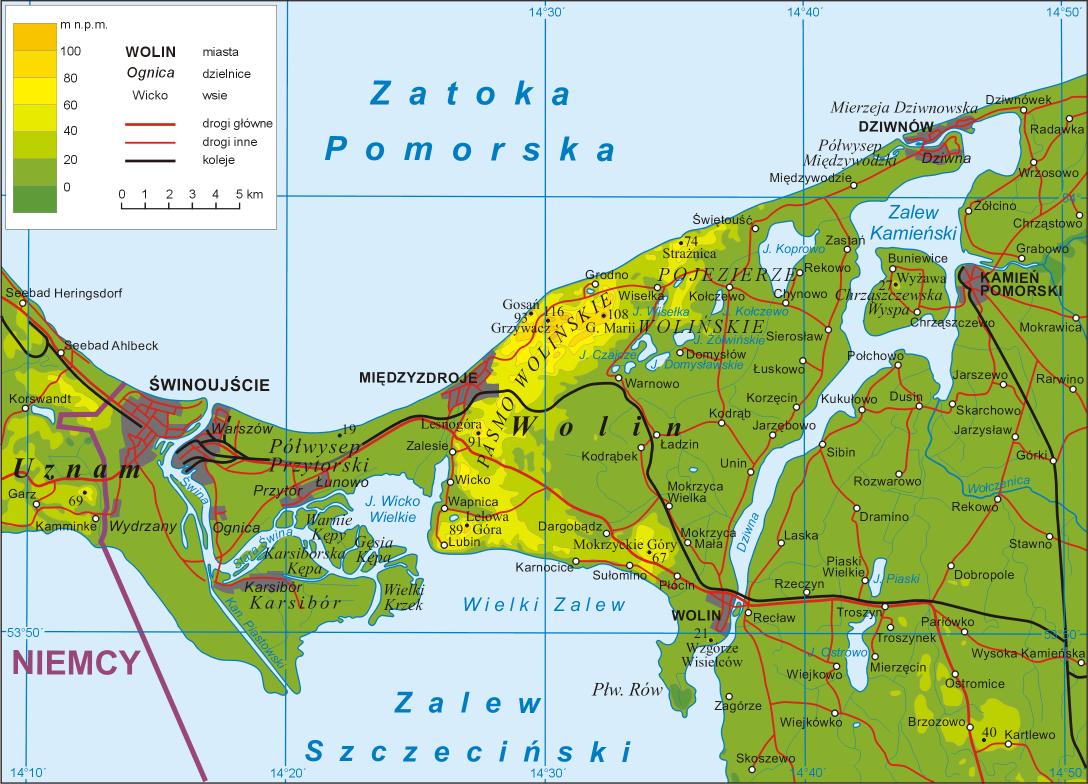
Mapa wyspy Wolin z zaznaczonym Parłówkiem